# Acarospora macrospora
Acarospora macrospora är en lavart som först beskrevs av Hepp, och fick sitt nu gällande namn av A. Massal. ex Bagl. Acarospora macrospora ingår i släktet Acarospora och familjen Acarosporaceae.  Arten är reproducerande i Sverige. Inga underarter finns listade i Catalogue of Life.